# Petruss
Die Petruss (luxemburgisch Péitrussⓘ [pˈɜɪtʀus], französisch Pétrusse) ist ein knapp dreizehn Kilometer langer, westlicher und linker Zufluss der Alzette. Er fließt an seinem Unterlauf durch die Stadt Luxemburg.

## Name
Der Name kommt vom lateinischen Adjektiv petrosa ‚steinig‘ (von petra ‚Stein‘), weil früher das Bett der Petruss damit übersät war. 1933 wurde sie in eine Betonrinne verlegt; in neuerer Zeit sind die letzten 50 Meter bis zu ihrer Mündung als steiniges Flussbett renaturiert worden, um den historischen Eindruck nachempfinden zu können.

## Geographie

### Quellbereich
Am östlichen Hang des Dippecherbësch, einer bewaldeten Erhebung bei Dippach, entspringen zugleich mehrere Quellbäche, die alsbald zusammenfließen; mit dem Zufluss des letzten, dem Märelerbach, führt die Petruss dann ihren Namen. Der hydrologische Hauptstrang entspringt auf einer Höhe von 345 m.

### Verlauf
Die vereinigte Petruss fließt zunächst ostwärts durch Felder und Wiesen und läuft dann durch die Gemeinde Bartringen. In Helfent fließt ihr auf ihrer linken Seite der Aalbaach und gleich darauf auf der anderen Seite der Grouf zu.
Sie unterquert nun die A 6 und passiert dann die Gemeindegrenze von Bartringen nach Luxemburg. Sie läuft nun am Südrand des Luxemburger Stadtteils Merl entlang und kreuzt dann die A 4. Bei Hollerich wird sie auf ihrer rechten Seite vom Zeissengerbach gespeist.
Die Petruss fließt nun durch das nach ihr benannte Tal und mündet nach etwas mehr als 12 Kilometern Lauf im Luxemburger Stadtteil Grund auf einer Höhe von etwa 246 m von links in die Alzette.

### Zuflüsse
- Aalbaach (links), 1,9 km
- Grouf (rechts), 6,7 km
- Zeissengerbach (rechts), 7,4 km

## Petrusstal

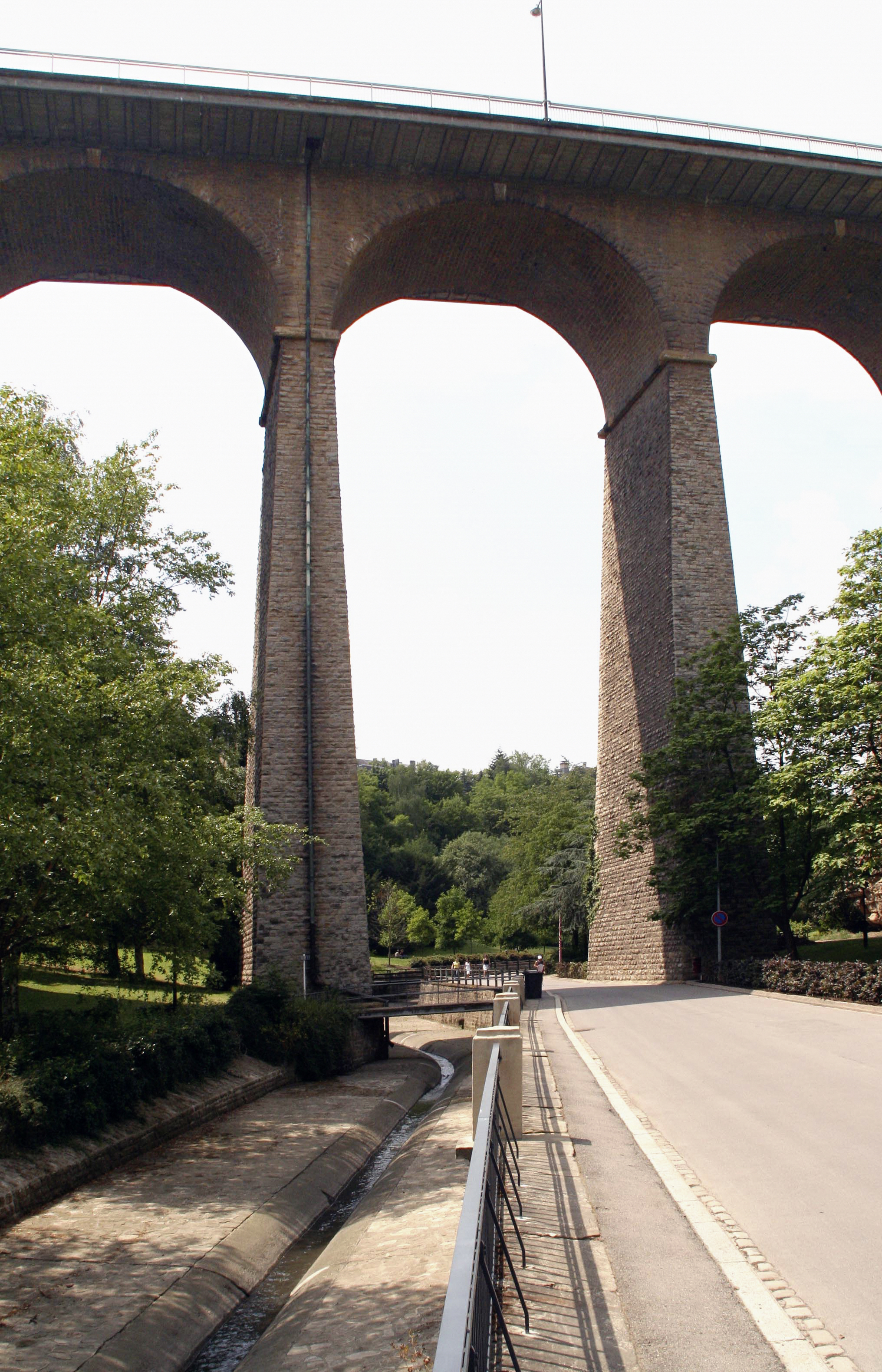
Die Petruss unter dem Viadukt (Passerelle)

Das Petrusstal trennt die Oberstadt vom – ebenfalls hoch gelegenen – Bahnhofsviertel. Überspannt wird das Tal von zwei Brücken, dem Viadukt und der Adolphe-Brücke, in der Stadt „Al Bréck“ (Alte Brücke) bzw. „Nei Bréck“ (Neue Brücke) genannt. Im Petrusstal befindet sich die Quirinuskapelle.

## Frühe Regulierungen
Neben dem Flussbett sind noch Reste der sogenannten Bourbonen-Schleuse zu erkennen, die 1728 erbaut wurde, um im Falle eines Angriffs auf die Stadt das Tal überfluten zu können.